# Фернвалд
Фернвалд (њем. Fernwald) општина је у њемачкој савезној држави Хесен. Једно је од 18 општинских средишта округа Гисен. Према процјени из 2010. у општини је живјело 6.627 становника. Посједује регионалну шифру (AGS) 6531004.

## Географски и демографски подаци
Фернвалд се налази у савезној држави Хесен у округу Гисен. Општина се налази на надморској висини од 219 метара. Површина општине износи 21,6 km². У самом мјесту је, према процјени из 2010. године, живјело 6.627 становника. Просјечна густина становништва износи 307 становника/km².